# Atlas Śląska Dolnego i Opolskiego
Atlas Śląska Dolnego i Opolskiego – kompleksowy atlas regionalny, obejmujący zasięgiem opracowania obszar Dolnego Śląska i Śląska Opolskiego.
Opracowanie autorskie, redakcyjno-kartograficzne jak też opracowanie techniczne atlasu wykonano w specjalnie powołanej jednostce Uniwersytetu Wrocławskiego pod nazwą Pracownia Atlasu Dolnego Śląska (współorganizatorem była Polska Akademia Nauk Oddział we Wrocławiu). Atlas jest opracowaniem zbiorowym, w pracach autorskich i redakcyjnych uczestniczyło ponad stu wykonawców. Redaktorem odpowiedzialnym był prof. dr hab. Władysław Pawlak.

## Wydania atlasu

### Wydanie pierwsze (1997 r.)
Problematyka pierwszego wydania nawiązywała do hasła pięćdziesięciolecia Ziem Zachodnich w powojennych granicach Polski, pięćdziesięciolecia nauki i polskich powojennych badań tego regionu. Całość treści atlasu oparto na oryginalnych materiałach źródłowych opracowanych specjalnie na potrzeby Atlasu Śląska Dolnego i Opolskiego. Pierwsze wydanie atlasu obejmuje 117 tablic zawierających 487 map. Treść map tematycznych i społeczno-gospodarczych została opracowana w granicach województw wrocławskiego, wałbrzyskiego, legnickiego, jeleniogórskiego oraz opolskiego. Mapy historyczne zostały opracowane w historycznych granicach obszaru z danego okresu, zaś treść map przeglądowych i ogólnogeograficznych opracowano do ramki mapy. Podział na mapy opracowane do ramki bądź granic województwa nie jest jednak konsekwentny, a to ze względu na różnorodność materiałów źródłowych oraz zmiany obszaru opracowania w trakcie prac nad pierwszym wydaniem atlasu. Atlas posiada pełne tłumaczenie tekstów redakcyjnych oraz objaśnień do map w języku angielskim oraz niemieckim (łącznie 39 stron).  
W atlasie można wyróżnić dwie podstawowe części:
Część fizyczno-geograficzna, zawierającą 254 mapy
- Zagadnienia wstępne (ogólnie) 18 map
- Budowa geologiczna i fizyczne cechy powierzchni Ziemi 27 map
- Gleby 16 map
- Wody powierzchniowe i klimat 77 map
- Roślinność 33 mapy
- Zwierzęta 30 map
- Zmiany, stan i zagrożenia środowiska 53 mapy

Część historyczna i społeczno - gospodarcza, zawierająca 248 mapy
- Prahistoria i historia z pierwszym okresem powojennym 65 map
- Ludność i osadnictwo 47 map
- Rolnictwo i leśnictwo 55 map
- Górnictwo 11 map
- Komunikacja i transport 19 map
- Usługi 37 map
- Rynek pracy, gospodarka budżetowa gmin, struktura wieku i zatrudnienia 14 map

### Wydanie drugie (2008 r.)
W drugim wydaniu z 2008 obszar opracowania został skorygowany do aktualnego obszaru województw dolnośląskiego i opolskiego. Atlas zawiera 123 tablice i 503 mapy.
Zachowano dotychczasowy podział na część przyrodniczą oraz historyczno-ludnościowo-gospodarczą, zawierające po sześć działów problemowych. Poszerzenie zakresu treści dotyczy głównie części pierwszej, przyrodniczej części atlasu. Dodano serię map pokazujących hydrotechniczne zagospodarowanie Odry w obrębie wybranych miast, a przede wszystkim powodziowe zagrożenie w dolinie Odry zobrazowane katastrofalnymi powodziami w latach 1854, 1903 i 1997. W tej samej serii map pokazano również bardziej szczegółowy zasięg wód powodziowych w roku 1997 dla wybranych miast. Zmiany środowiska zobrazowano dodatkowo mapą wylesień w okresie od X do XX wieku. Jest to próba rekonstrukcji stanu zalesienia Śląska i obszarów przyległych w trzech przekrojach czasowych. 
Poza działem historii oraz pierwszego okresu po drugiej wojnie światowej, wszystkie mapy ludnościowe i gospodarcze zostały uaktualnione, głównie według wyników Narodowego Spisu Powszechnego i Powszechnego Spisu Rolnego z roku 2002.
Struktura treści II wydania atlasu:
Część fizyczno-geograficzna, zawierająca 281 map
- Położenie, administracja, krajobrazy 19 map
- Geologia i fizyczne cechy powierzchni Ziemi 24 mapy
- Gleby 11 map
- Wody, klimat 82 mapy
- Roślinność, zwierzęta 75 map
- Zagospodarowanie środowiska, górnictwo, stan i zagrożenie środowiska 70 map

Część historyczna i społeczno - gospodarcza, zawierająca 222 mapy
- Historia, integracja, migracje 67 map
- Ludność, cechy demograficzne ludności, urbanizacja, poziom życia 55 map
- Rolnictwo i leśnictwo 47 map
- Przemysł, transport 14 map
- Usługi, oświata i wychowanie, ochrona zdrowia, opieka społeczna, nauka i kultura, turystyka 37 map
- Budżety gmin 2 mapy

### Wydanie trzecie
Opracowanie trzeciego wydania zostało zawieszone na czas nieokreślony ze względu na likwidację Pracowni Atlasu Dolnego Śląska jako czynnej jednostki organizacyjnej Uniwersytetu Wrocławskiego.

## Technologia wydania atlasu
Pierwsze wydanie atlasu było projektowane w całości do realizacji w technologii tradycyjnej (rytowane i oklejane czystorysy, maski zrywalne). W trakcie prac nad atlasem prowadzono jednak eksperymenty nad wykorzystaniem technologii komputerowej (początkowo wykonywano tak głównie elementy tekstowe, później również kompletne legendy i opisy map). Na przełomie 1993/94 została eksperymentalnie wykonana w technologii komputerowej pierwsza kompletna tablica (96. Struktura użytkowania i własności ziemi (1988), wyk. student geografii Marcin Pawlak). Pozytywny wynik eksperymentu spowodował, że wszystkie mapy statystyczne (w tym również posiadające już wykonane czystorysy) opracowano graficznie wraz z przygotowaniem do druku w technologii komputerowej (program CorelDRAW w wersjach 5.0-7.0). Mapy przyrodnicze wykonano w tradycyjnej technologii i porządku, czyli koncept autorski, pierworys redakcyjny, barwna makieta, rytowany i oklejany czystorys.
Drugie wydanie atlasu było od początku planowane do realizacji wyłącznie w technice komputerowej (wykorzystane aplikacje to głównie Macromedia Freehand, w mniejszym stopniu CorelDraw). Do zautomatyzowanego generowania treści map statystycznych została wykorzystana autorska aplikacja pracująca w środowisku CorelDraw/VBA. Całkowite przejście na technologię komputerową pozwoliło znacząco skrócić czas i zmniejszyć koszt realizacji drugiego wydania atlasu - formy drukowe zostały wykonane bezpośrednio w technologii CTP.